# Skoureika

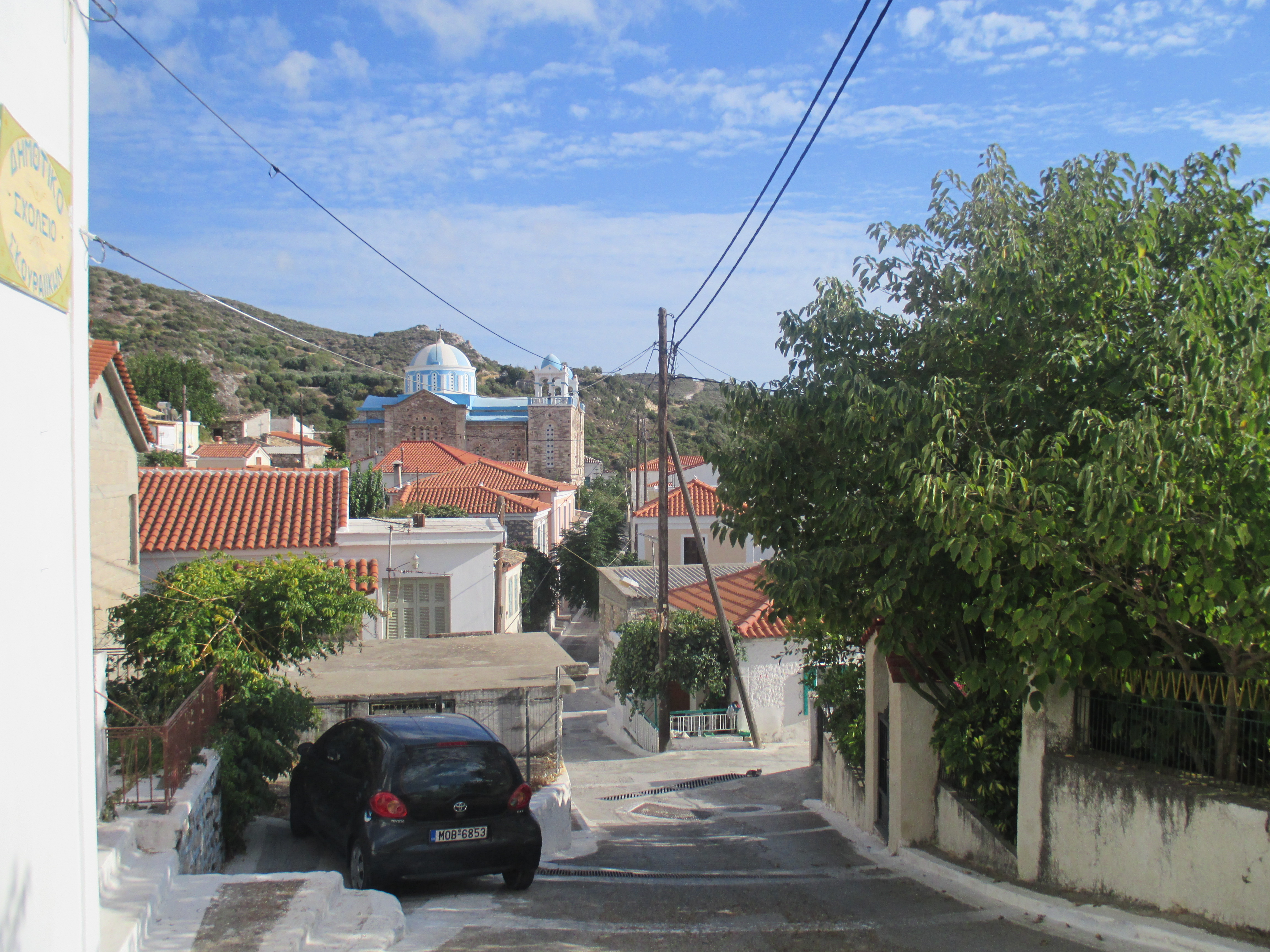
Skoureika (2017)

Das Dorf Skoureika (griechisch Σκουραίικα (n. pl.)) liegt im Süden der griechischen Insel Samos in etwa 180 m Höhe. Nach der Volkszählung 2011 hatte das Dorf Skoureika 92 Einwohner, einschließlich der zugehörigen Küstensiedlungen Pefkos (Πεύκος, 13), Kambos (Κάμπος Σκουραιίκων, 7) und Perri (Πέρρη, 23) 135 Einwohner.
Nachbardörfer sind Neochori 2 km nördlich und Koumeika etwa 5,5 km nordöstlich. Das Landschaftsbild wird von weitläufigen Olivenhainen bestimmt, die Erzeugung von Olivenöl ist das Haupteinkommen der Einwohner. Die kleinen Küstensiedlungen bieten in geringem Umfang Vermietungen und Tavernenbetrieb.
Mit der Umsetzung der Gemeindereform nach dem Kapodistrias-Programm im Jahr 1997 erfolgte die Eingliederung von Skoureika in die Gemeinde Marathokambos. Nach dem Zusammenschluss der ehemaligen Gemeinden der Insel nach der Verwaltungsreform 2010 zur Gemeinde Samos (Δήμος Σάμου Dímos Sámou), zählt Skoureika durch die Korrektur 2019 in zwei Gemeinden zur Gemeinde Dytiki Samos.
Einwohnerentwicklung von Skoureika
| Name      | griechischer Name           | Code       | 1913 | 1920 | 1928 | 1940 | 1951 | 1961 | 1971 | 1981 | 1991 | 2001 | 2011 |
| --------- | --------------------------- | ---------- | ---- | ---- | ---- | ---- | ---- | ---- | ---- | ---- | ---- | ---- | ---- |
| Skoureika | Σκουραίικα (n. pl.)         | 5602020501 | 519  | 497  | 446  | 430  | 371  | 320  | 251  | 217  | 179  | 135  | 092  |
| Kambos    | Κάμπος Σκουραιίκων (m. sg.) | 5602020502 |      |      |      |      |      |      | -    | -    | 002  | 007  | 007  |
| Perri     | Πέρρη (f. sg.)              | 5602020503 |      |      |      |      |      |      |      | 008  | 002  | 028  | 023  |
| Pefkos    | Πεύκος (m. sg.)             | 5602020504 |      |      |      |      |      |      |      |      | 019  | 017  | 013  |
| Gesamt    | Gesamt                      | 56020205   |      | 497  | 446  | 430  | 371  | 320  | 251  | 225  | 202  | 187  | 135  |